# Chrysoprasis nigrina
Chrysoprasis nigrina là một loài bọ cánh cứng trong họ Cerambycidae.